# Texaanse ratelslang
De Texaanse ratelslang of westelijke diamantratelslang (Crotalus atrox) is een giftige slang uit de familie adders (Viperidae) en de onderfamilie groefkopadders (Crotalinae).

## Naam en indeling
De wetenschappelijke naam van de soort werd voor het eerst voorgesteld door Spencer Fullerton Baird en Charles Frédéric Girard in 1853.

## Uiterlijke kenmerken
Van alle ratelslangen is deze soort vrij makkelijk te herkennen aan de lichtere tot witte banden vlak voor de ratel, die in aantal toenemen naarmate het dier ouder wordt. Dit is op de foto goed te zien, en het in aantal toenemen naarmate het dier ouder wordt geldt ook voor het aantal ratels. De slang bereikt een lichaamslengte van ongeveer 75 tot 185 centimeter, uitschieters kunnen een lengte tot 213 cm bereiken. De kop is duidelijk te onderscheiden van het lichaam door de aanwezigheid van een insnoering. De kleur is lichtbruin met op het midden van de rug grote, ruitvormige vlekken die duidelijk afsteken door de lichtere omzoming. In de nek gaan de vlekken over in twee donkere strepen, er is echter variatie in kleur en patroon.
De ratel is een hoornachtig uiteinde aan de staart, die is opgebouwd uit los met elkaar verbonden segmenten, waarvan bij elke vervelling nieuwe worden toegevoegd. Bij volwassen exemplaren kan deze uit 10 segmenten bestaan. Deze dient om eventuele belagers af te schrikken.

## Levenswijze
In de winter trekken de slangen zich terug en zijn niet actief, soms worden vele exemplaren aangetroffen in dezelfde schuilplaats. Op het menu staan vooral zoogdieren zoals konijnen en knaagdieren zoals muizen, ratten, goffers en grondeekhoorns. Ook vogels worden wel eens buitgemaakt. Prooien sterven spoedig na een beet van de slang. De Texaanse ratelslang is uitermate giftig en is verantwoordelijk voor de meeste dodelijke en ernstige slangenbeten van Noord-Amerika. Als ze uitgedaagd worden, zullen ze niet aarzelen om ook grote dieren aan te vallen.

## Voortplanting
De Texaanse ratelslang is eierlevendbarend en als de jongen ter wereld komen zijn ze al ongeveer 25 tot 35 centimeter lang. Ze hebben nog geen ratel, maar slechts een dopje, waaruit deze zich moet ontwikkelen. Dit gebeurt na meerdere vervellingen. Ze hebben echter wel al messcherpe giftanden en een zeer krachtig gif. Ze zijn geslachtsrijp na drie tot vier jaar.

## Verspreiding en habitat
De soort komt voor in delen van Noord-Amerika en leeft in de landen Mexico en de Verenigde Staten. In Mexico komt de soort voor in de staten Mexico, Querétaro, Sonora, Tamaulipas, Nuevo León, Chihuahua, Coahuila de Zaragoza, Durango, Oaxaca, Zacatecas, San Luis Potosí, Veracruz, Hidalgo, Jalisco, Aguascalientes en Sinaloa. In de VS is de slang te vinden in de staten Californië, Nevada, Arizona, New Mexico, Texas, Oklahoma en Arkansas. De habitat bestaat uit bossen, savannen, scrublands en graslanden. De biotoop bestaat uit drogere laaglanden waar de slang te vinden is onder boomwortels en tussen struiken. Zoals alle ratelslangen is deze soort een typische bodembewoner die niet veel klimt.

## Beschermingsstatus
Door de internationale natuurbeschermingsorganisatie IUCN is de beschermingsstatus 'veilig' toegewezen (Least Concern of LC).